# Momoko Sakura
Miki Miura (三浦 美紀, Miura Miki) (Shizuoka, 8 mei 1965 - 15 augustus 2018), bekend onder het pseudoniem Momoko Sakura (さくら ももこ, Sakura Momoko), was een Japans mangaka. Haar bekendste werk is de manga Chibi Maruko-chan, welke in het tijdschrift Ribon werd uitgegeven van 1986 tot 1996 en waarmee ze in 1989 de Kodansha Manga Prijs won in de categorie shojo. Miura baseerde de strip op haar eigen kindertijd. Een andere strip van haar hand is de surrealistische fantasyreeks Coji-Coji, welke van 1997 tot 1999 liep.
Naast manga was Miura ook actief in de game-industrie. Miura werkte samen met Marvelous Interactive aan het Dreamcast-spel Sakura Momoko Gekijo Coji-Coji en met Nintendo aan het Game Boy Advance-spel Sakura Momoko no Ukiuki Carnival. In 2005 ontwierp ze de personages voor het Xbox 360-spel Every Party.
Miura stierf aan borstkanker op 15 augustus 2018. Ze was 53 jaar.
- Bibliothèque nationale de France: cb14223698d (data)
- CiNii: DA05447429
- Gemeinsame Normdatei: 139712747
- International Standard Name Identifier: 0000 0000 8404 5783
- Library of Congress Control Number: no96037358
- MusicBrainz: 57afda43-6446-42ea-97b5-f10669213817
- Bibliotheek van het Japanse parlement: 00222364
- Nationale Bibliotheek van Tsjechië: xx0253096
- Nationale Bibliotheek van Israël: 987011875631505171
- Nationale Bibliotheek van Polen: a0000003685915
- Nederlandse Thesaurus van Auteursnamen: 256987866
- Système universitaire de documentation: 076539032
- Virtual International Authority File: 102568394
- WorldCat: E39PBJqfHgwT3FHf3Rh4tW8wG3